# Aegus bisacutus
Aegus bisacutus es una especie de coleóptero de la familia Lucanidae.

## Distribución geográfica
Habita en Borneo.